# Listronotus oregonensis
Charançon de la carotte, Charançon des carottes
Espèce
Listronotus oregonensis, le Charançon de la carotte ou Charançon des carottes, est une espèce de Coléoptères de la famille des Curculionidae, originaire d'Amérique du Nord. C'est, avec la Mouche de la carotte, le principal ravageur de la carotte en Amérique du Nord.

## Biologie

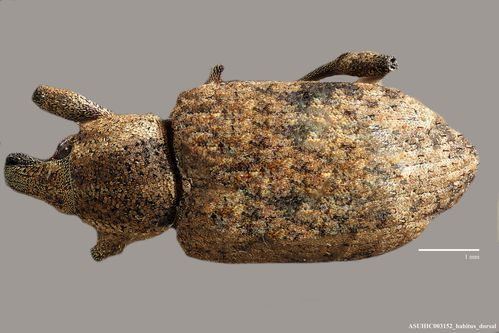
Charançon de la carotte, vu du dessus.

Les adultes hivernent enterrés dans les cinquante premiers millimètres du sol. Les femelles en sortent au printemps pour aller pondre sur les pétioles et les collets des carottes. Elles repoussent la ponte jusqu'à ce que la carotte ait atteint le stade de quatre vraies-feuilles. Elles s'assurent probablement par ce comportement que les carottes soient suffisamment développées pour soutenir le développement des larves au moment de leur émergence. Après la période nécessaire au développement et à l'éclosion des œufs, la larve de premier stade se dirige vers le collet de la carotte où elle commence aussitôt à se nourrir en creusant des galeries. Ces galeries sont responsables de dommages économiques, en rendant la carotte invendable ou dévaluée. Elles se trouvent principalement dans le tiers supérieur de la racine, ce qui permet de les distinguer de celles causées par la mouche de la carotte, plutôt situées dans le tiers inférieur de la racine. Quand la larve de quatrième stade cesse de se nourrir, elle quitte la plante et forme une pupe dans le sol à une profondeur de 50 à 70 mm.
Avant le début des années 2000, les adultes émergeant de ces pupes, après une période pour le développement physiologique et l'accouplement, retournaient à leur site d'hivernation. Dans certains états américains, une deuxième et/ou une troisième génération sont normales, et une génération supplémentaire a été observée lors de circonstances particulières telles que la présence de plantes hôtes tôt au printemps ou un été inhabituellement chaud. Au Québec, une deuxième génération partielle a été observée en 2009. Il est possible que le réchauffement climatique soit à l'origine de ce changement et que cette deuxième génération devienne de plus en plus importante.

## Méthodes de lutte
Le Charançon de la carotte vole très peu et se déplace principalement en marchant, de sorte qu'il se dissémine lentement. Lorsqu'il est présent, les dommages sont contrôlés de façon satisfaisante à l'aide du dépistage et de traitements insecticide ciblés. Le dépistage est fait à l'aide de pièges en plaquettes de bois dans desquels sont disposés des appâts sous la forme de rondelles de carottes.
Cette méthode de lutte n'est efficace que contre la première génération : lorsque la deuxième génération émerge, le dépistage est plus difficile, puisque les pièges ne sont efficaces qu'en début de saison, avant que les carottes ne fassent compétition aux appâts placés dans les pièges. La lutte biologique est une alternative prometteuse pour contourner ces obstacles au contrôle de la deuxième génération.
Certaines pratiques culturales permettent de contrer les dommages causés par le Charançon de la carotte, comme par exemple le retardement des semis qui peut réduire considérablement les dégâts.
Bien qu'il ne soit pas utilisé commercialement, Anaphes victus, un parasitoïde des œufs, peut aussi contribuer à réduire les dommages causés. Les producteurs sont encouragés à aménager les bordures de leurs champs de façon à stimuler sa reproduction en début de saison. Le Charançon de la carotte a plusieurs autres ennemis naturels, tels que des micro-organismes, des nématodes, des prédateurs, des parasitoïdes, dont certains pourraient avoir le potentiel d'être exploités en lutte biologique.

## Sous-espèces
Selon GBIF (24 avril 2021) :
- Listronotus oregonensis subsp. oregonensis
- Listronotus oregonensis subsp. tessellatus Casey, 1895